# كاسيدي ليرمان
كاسيدي ليرمان (بالإنجليزية: Cassidy Lehrman)‏ هي ممثلة أمريكية، ولدت في 26 يناير 1992 في سياتل في الولايات المتحدة.

## وصلات خارجية
- كاسيدي ليرمان على موقع IMDb (الإنجليزية)
- كاسيدي ليرمان على موقع قاعدة بيانات الفيلم (الإنجليزية)